# Habrůvka
Habrůvka (deutsch Habruwka) ist eine Gemeinde in Tschechien. Sie liegt 15 Kilometer nordöstlich des Stadtzentrums von Brno und gehört zum Okres Blansko.

## Geographie

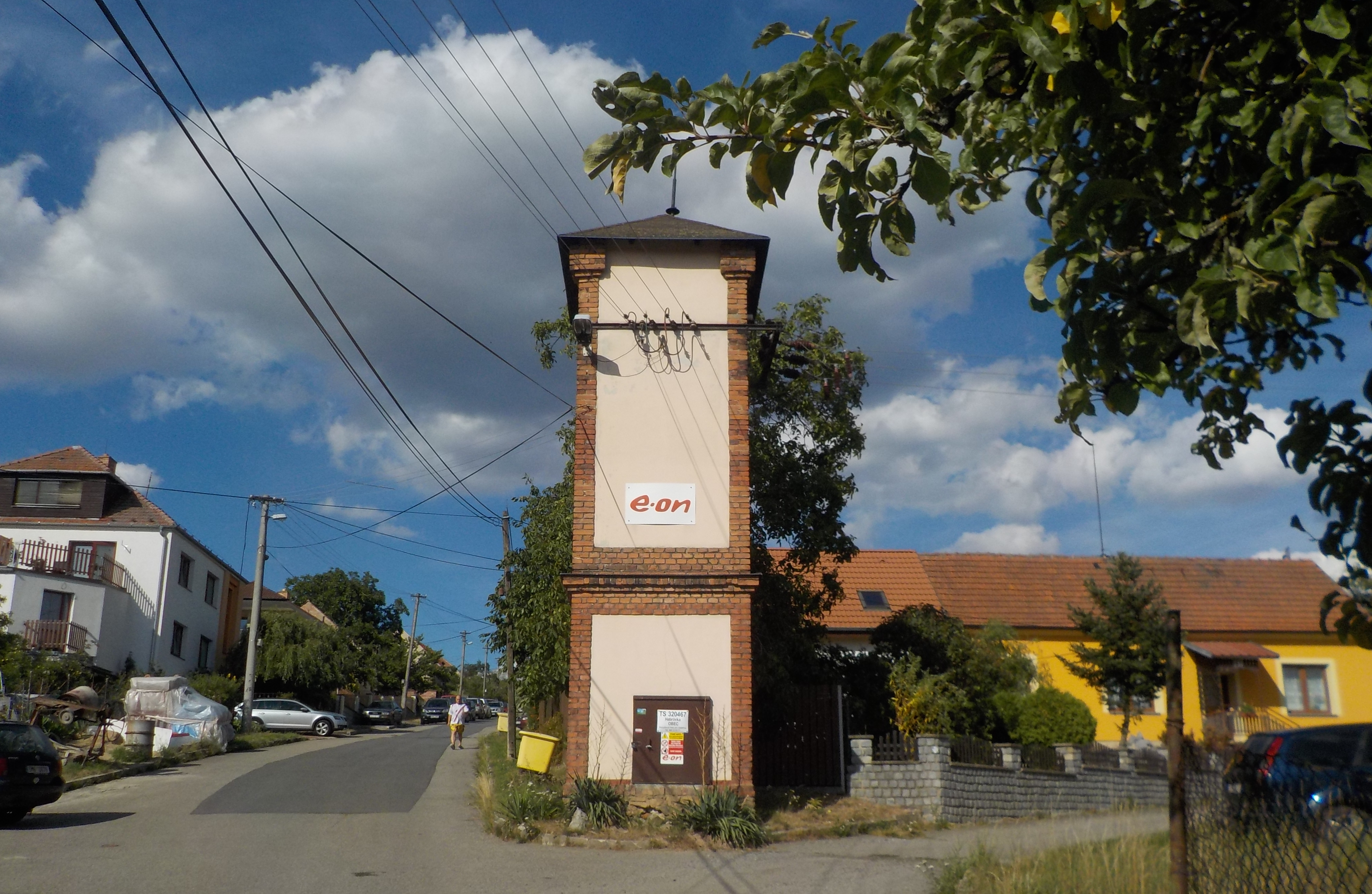
Zentrum

Habrůvka befindet sich auf einer Waldlichtung im Drahaner Bergland am Rande des Landschaftsschutzgebietes ChKO Moravský kras. Gegen Süden und Westen liegt das Tal des Baches Křtinský potok.
Nachbarorte sind Rudice im Norden, Jedovnice im Nordosten, Křtiny und Březina im Südosten, Ochoz u Brna, Obce und Kanice im Süden, Babice nad Svitavou und Ptačinek im Südwesten, Adamov und Huť Františka im Westen sowie Josefov und Olomučany im Nordwesten.

## Geschichte
Die erste schriftliche Erwähnung des zur Herrschaft Obřany gehörigen Ortes erfolgte 1365, als Čeněk Kruschina von Lichtenburg und Jan von  Pirkenstein gemeinsam ihren Frauen die Einkünfte aus den Dörfern Útěchov, Vranov, Brodek und Obřany als Leibgedinge überschrieben. Später wurde Habrůvka Teil der neuen Burgherrschaft Ronov. Nach dem Ronov im 15. Jahrhundert wüst gefallen war, schlugen die Černohorský von Boskowitz das Dorf der Herrschaft Nový hrad zu. 1567 wurde die Herrschaft Nový hrad einschließlich der Burg, dem Hof sowie den Dörfern Olomučany, Habrůvka, Březina, Babice, Kanice, Řícmanice, Bílovice und dem wüsten Dorf Jehnice in der Landtafel Albrecht Černohorský von Boskowitz auch erblich zugeschrieben. 1604 erbte Maximilian von Liechtenstein, der seit 1597 mit Katharina Černohorský von Boskowitz verheiratet war, die Herrschaft. Die zu Nový hrad gehörenden Dörfer  wurden später mit der Herrschaft Černá Hora vereint. 1645 eroberten die Schweden die Burg Nový hrad und brannten sie nieder, aus dieser Zeit stammt die erste Erwähnung der Höhle Vokounka bei Habrůvka. Das Forstrevier Nový hrad wurde 1704 in die drei Reviere Vranov, Olomučany und Habrůvka aufgeteilt. 1768 bestand das Dorf aus 16 Chaluppen. Bis zur Mitte des 19. Jahrhunderts blieben die Liechtensteiner Grundherren von Habrůvka.
Nach der Aufhebung der Patrimonialherrschaften bildete Habrůvka/Habruwka ab 1850 eine politische Gemeinde in der Bezirkshauptmannschaft Brünn. 1884 wurde die Dorfschule eingeweiht. Seit dem Ende des 19. Jahrhunderts gehört zu Habrůvka der Ortsteil Josefov/Josephsthal. 1901 gründete sich die Freiwillige Feuerwehr. Nach der Entdeckung einer Ton- und Kaolinlagerstätte durch František Blatný wurde 1905 der Abbau durch die Fürstlich Liechtensteinischen Gruben zu Habruwka aufgenommen. Das Werk beschäftigte 40 Arbeiter. 1910 bestand Habrůvka aus 97 Häusern, in denen 602 Menschen lebten. 1921 wurde Habrůvka dem Okres Brno-venkov zugeordnet. 1931 standen in dem Dorf 116 Häuser. Ab 1936 wurde die Höhle Výpustek von der tschechoslowakischen Armee genutzt. Nach der deutschen Besetzung wurde 1944 darin ein U-Verlagerungs-Objekt der Flugmotorenwerke Ostmark eingerichtet. Seit 1948 gehört Habrůvka zum Okres Blansko.

## Gemeindegliederung
Für die Gemeinde Habrůvka sind keine Ortsteile ausgewiesen. Grundsiedlungseinheiten sind Habrůvka und Josefov (Josephsthal).

## Sehenswürdigkeiten
- Karsthöhle Výpustek und weitere Grotten, südlich des Dorfes im Tal des Křtinský potok
- Karsthöhlen Býčí skála, Jáchymka, Barová, Kostelík und Tři kotle, westlich von Habrůvka im Tal des Křtinský potok
- Alte Eisenhütte in Huť Františka im Josefovské údolí, Außenstelle des Technischen Museums in Brünn
- Aussichtsturm Alexandrovka, westlich von Habrůvka
- wüste Burg Hrádek u Babic, über dem Křtinské údolí, westlich des Dorfes
- Naturdenkmal Habrůvecká Bučina, nordwestlich des Ortes